# تیم ملی فوتسال بلاروس
تیم ملی فوتسال بلاروس نماینده بلاروس در مسابقات بین‌المللی فوتسال و یکی از تیم‌های فوتسال اروپایی است.
براساس رده‌بندی فیفا تیم فوتسال بلاروس جایگاه ١٩
را در بین تیم‌های ملی فوتسال جهان دارد.